# Rolf Keil
Rolf Keil (* 1955 in Klingenthal) ist ein deutscher Politiker (CDU) und war von August 2015 bis Sommer 2022 Landrat des Vogtlandkreises.

## Leben
Keil war von Dezember 1990 bis Dezember 1995 Hauptamtsleiter der Stadt Schöneck. Danach war er von Januar 1996 bis Dezember 2000 in der Landesentwicklungsgesellschaft Dresden als Projektleiter für Infrastrukturprojekte in Sachsen tätig. Von Januar 2001 bis Januar 2009 bekleidete er das Amt des Bürgermeisters von Schöneck. Von Februar 2009 bis Juli 2015 war er Erster Beigeordneter des Vogtlandkreises. 
Bei der Landratswahl am 7. Juni 2015 konnte sich Keil im ersten Wahlgang mit 56,9 % der Stimmen gegen zwei Mitbewerber durchsetzen und löste damit seinen Parteikollegen Tassilo Lenk ab, der nicht erneut kandidierte. Keils  Amtsantritt erfolgte im August 2015. Nach der bis zum Sommer 2022 laufenden Amtsperiode trat er in den Ruhestand.
Keil ist verheiratet und hat zwei Töchter.